# Calderón
|  | Aquest article tracta sobre la pedania de Requena. Vegeu-ne altres significats a «Calderón (desambiguació)». |

Calderón és una pedania del municipi valencià de Requena, a la comarca de la Plana d'Utiel-Requena. El 2015 tenia 32 habitants.´Es tracta, doncs, del llogaret més petit del terme municipal.

## Geografia
Situada al marge dret del riu Magre, al nord de la pedania de Sant Joan. S'arriba per la carretera CV-450.

## Història
El petit nucli de Calderón va sorgir al costat d'una casa senyorial, la Casa de Calderón, d'on va prendre nom. Els seus primers habitants foren les famílies que treballaven en aquesta finca.

## Economia
L'activitat econòmica se centra en el cultiu de la vinya. En l'actualitat, la Casa de Calderón alberga el celler Dominio del Arenal, que està inclòs dintre de la Ruta del Vi, i per tant, es pot visitar.

## Festes
Les festes són en honor del Nen Jesús, i s'organitzen cada dos anys, en col·laboració amb el llogaret veí de Barrio Arroyo. Els anys parells les organitza Calderón, i els imparells, Barrio Arroyo.